# Вонгаваллен
«Вонгаваллен» (швед. Vångavallen) — футбольний стадіон у місті Треллеборг, Швеція, домашня арена ФК «Треллеборг».
Стадіон відкритий 1933 року на місці футбольного поля, яке експлуатувалося з 1913 року. У 2000 році реконструйований та розширений, в результаті чого потужність становить 10 000 глядачів, 3 000 місць із яких накриті дахом. 2007 року було здійснено розширення східної трибуни, однак через брак глядачів і в цілях безпеки місця згодом було вилучено. У 2016 VIP-сектор перенесений із західної трибуни до південної. 